# Sremski Karlovci
Sremski Karlovci (česky též Sremské Karlovice, srbsky Сремски Карловци, německy Karlowitz, nebo Carlowitz, chorvatsky Srijemski Karlovci, maďarsky Karlóca, turecky Karlofça) je město a opština v autonomní provincii Vojvodina v Srbsku. Nachází se na pravém (jižním) břehu Dunaje, asi 70 km severozápadně od Bělehradu a 10 km jihovýchodně od Nového Sadu. V roce 2022 žilo ve městě 7 872 obyvatel. Ve městě je několik škol a kostelů, palác patriarchy a několik muzeí. V jeho blízkosti se nachází nejvýchodnější cíp pohoří Fruška gora (Stražilovo).

## Historie
Město leží v historické oblasti Srem, kterou snad v 6. století osídlili Slované. Ve středověku zde vznikla uherská pevnost Karom, kterou roku 1521 dobyli Osmané a roku 1679 dobyli zpět Habsburkové. V období od 16. listopadu 1698 do 29. ledna 1699 se zde konal kongres, kde byl podepsán Karlovický mír mezi státy tzv. Svaté ligy (Rakousko, Polsko, Benátská republika a Rusko) a Osmanskou říší. V 18. století zde Habsburkové usazovali pravoslavné Srby z Chorvatska a v 18. století se město stalo ohniskem srbského národního hnutí. Roku 1713 bylo založeno pravoslavné arcibiskupství s patriarchou Srbské pravoslavné církve, do jehož jurisdikce patřili všichni pravoslavní v Rakousku.
Sremski Karlovci jsou sídlem prvního srbského gymnázia (1791) a druhého nejstaršího pravoslavného semináře (1794). Na zdejším gymnáziu studoval i romantický básník Branko Radičević. V květnu 1848 se ve Sremských Karlovcích konala tzv. Májová demonstrace, která prosazovala větší autonomii Srbů v rámci Uher. V roce 1918 rozhodli poslanci většinové srbské národnosti o připojení Sremu k Chorvatsku, s nímž se roku 1929 stal součástí Jugoslávie. Po přepadení nacisty se oblast stala součástí loutkového Chorvatského království a roku 1944 dobyli Karlovice partyzáni.

## Pamětihodnosti
Historické jádro města má řadu barokních staveb z 18. století, zejména srbské pravoslavné kostely svatých Petra a Pavla (Dolní kostel, 1718), Horní kostel (1745), katedrála (1762) a Mírová kaple (1817) a katolický kostel Svaté Trojice (1765). Radnice je z roku 1811, pravoslavný seminář z roku 1891 a patriarchův palác z roku 1894.
Kromě městského muzea je zde malé muzeum včelařství a národopisné muzeum německých kolonistů, banátských Sasů.
Jižně od středu města (500 m), v blízkosti cesty, která spojuje nádraží s lokalitou Stražilovo se nachází nejznámější park ve městě, Dvorska bašta.

## Doprava
Město se nachází na břehu řeky Dunaje, na starém silničním tahu mezi Novým Sadem a Bělehradem. Silnice č. 100 prochází okrajem obce severo-jižním směrem z Petrovaradína přes Sremské Karlovce do obce Banstol a dále na jih. Veřejnou dopravu mezi městem a nedalekým Novým Sadem, resp. dalšími obcemi v okolí zajišťují autobusy.
Sremski Karlovci mají k dispozici vlastní přístav na řece Dunaji.
Městem prochází železniční trať Bělehrad–Subotica, v Sremských Karlovcích se nachází nádraží, které spolu s celou tratí procházelo kolem roku 2020 generální rekonstrukcí.

## Etnické složení
Podle sčítání v roce 2011 žilo v Karlovcích 6 820 Srbů, 576 Chorvatů, 182 Maďarů a řada dalších menšin.

### Galerie

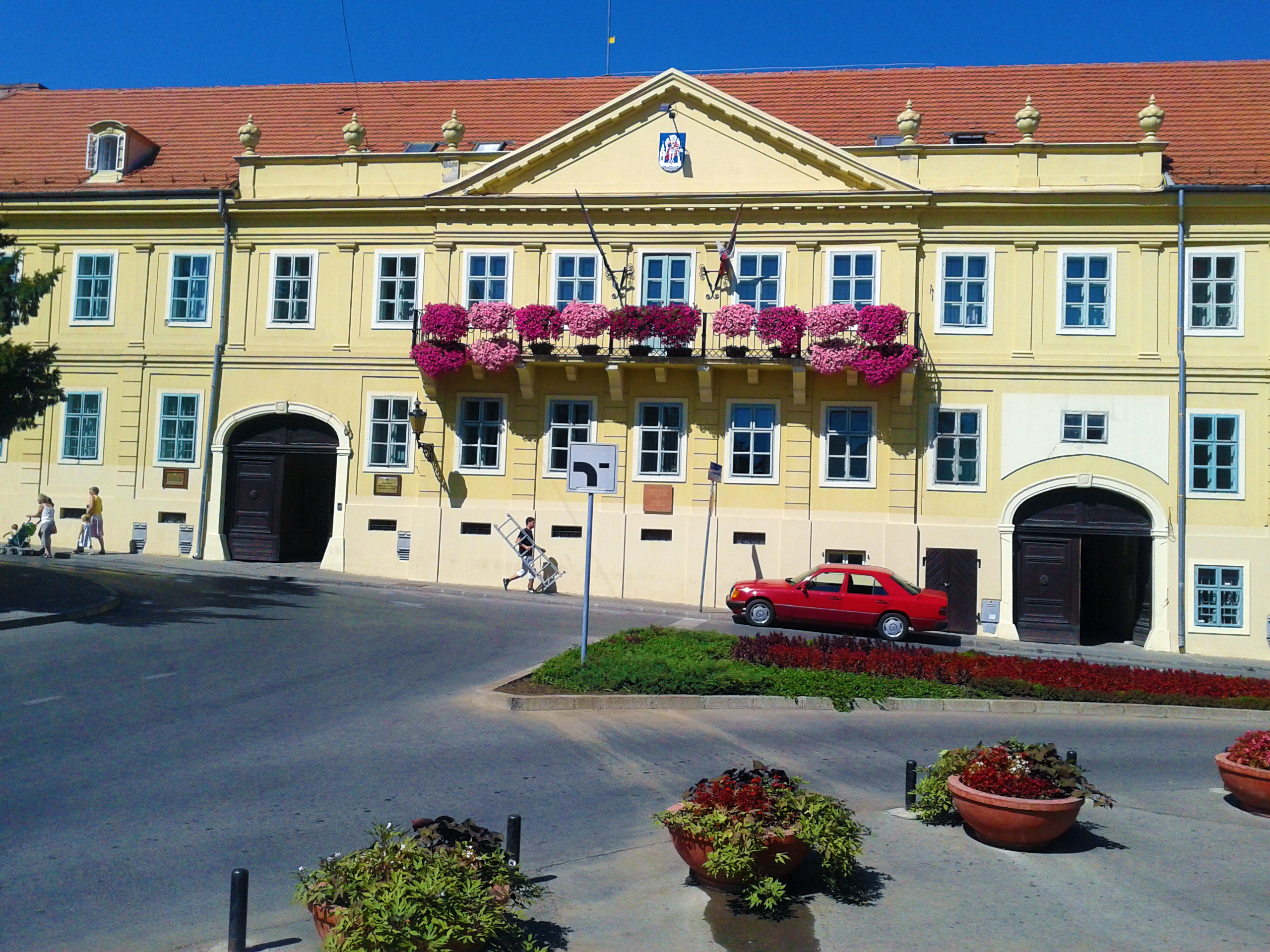
Radnice
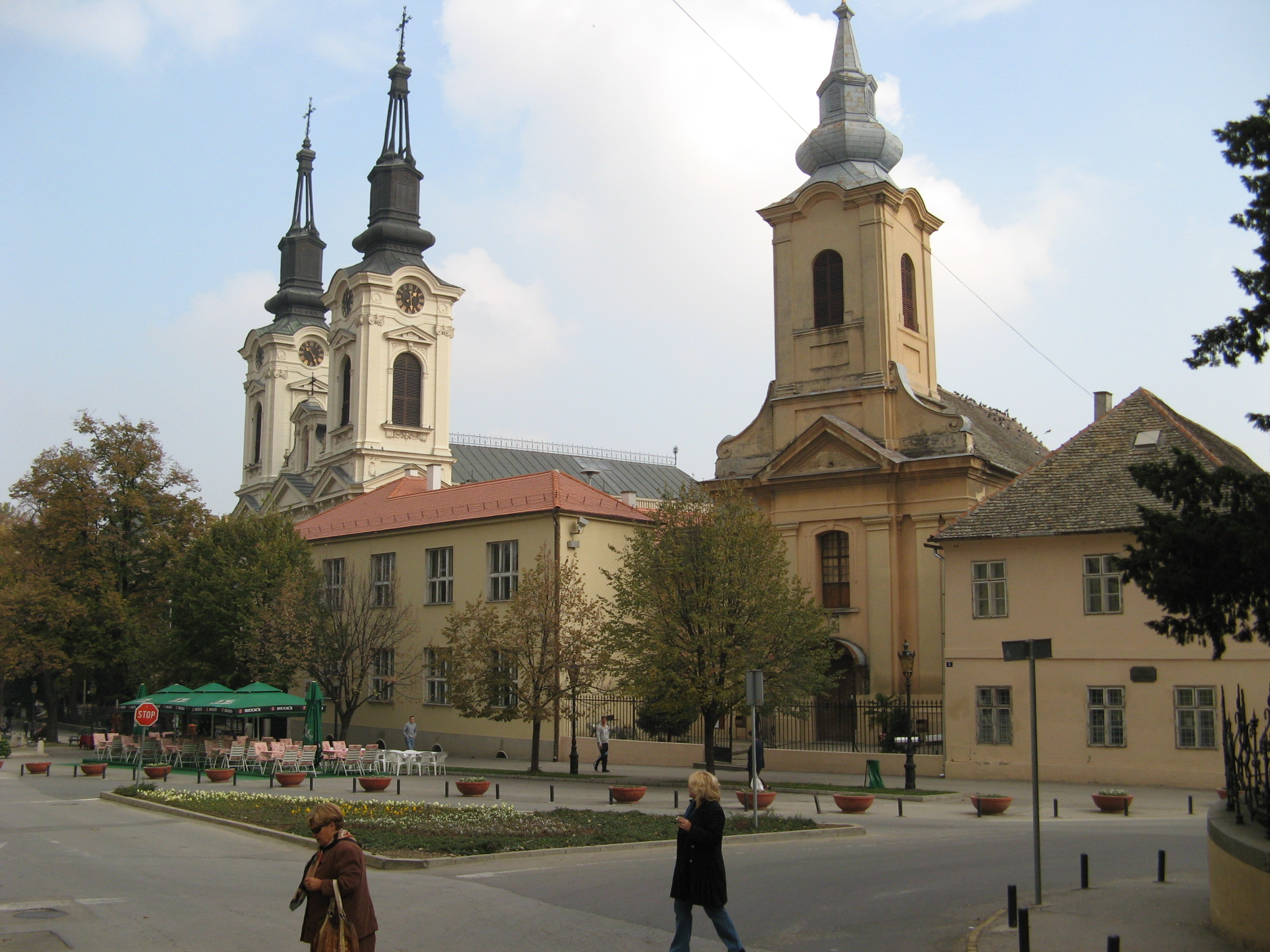
Katedrála sv. Petra
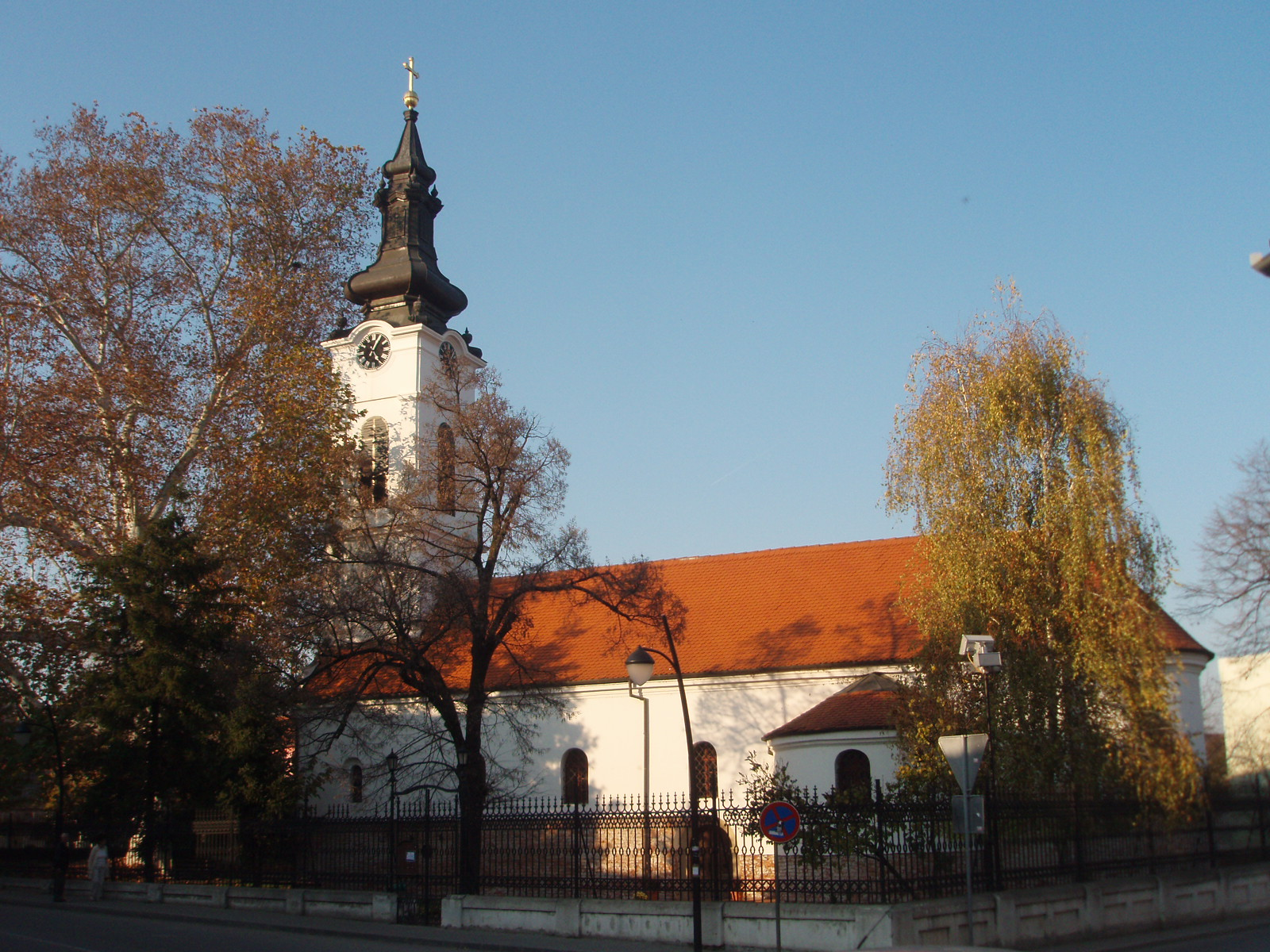
Dolní kostel
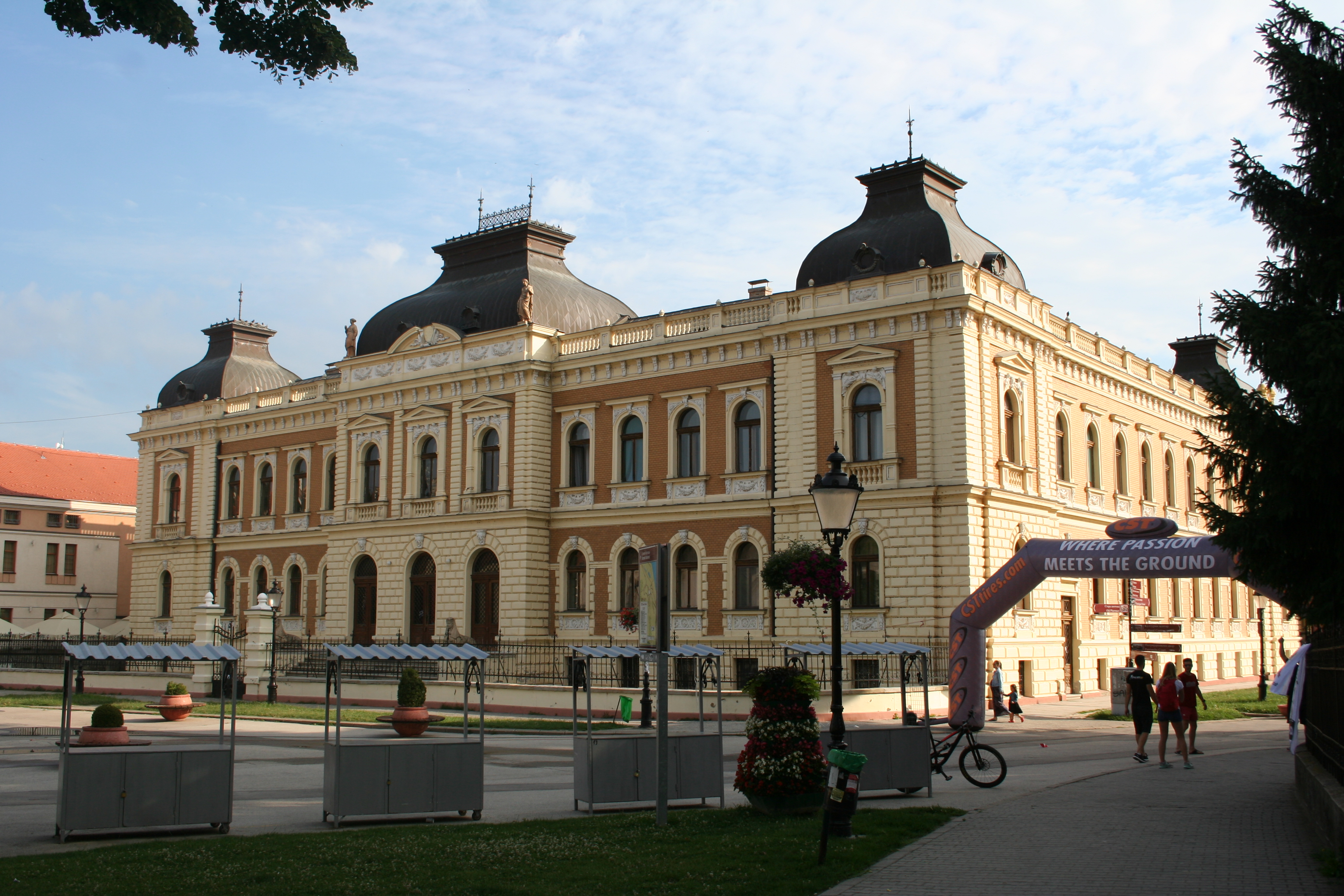
Seminář sv. Arsenije
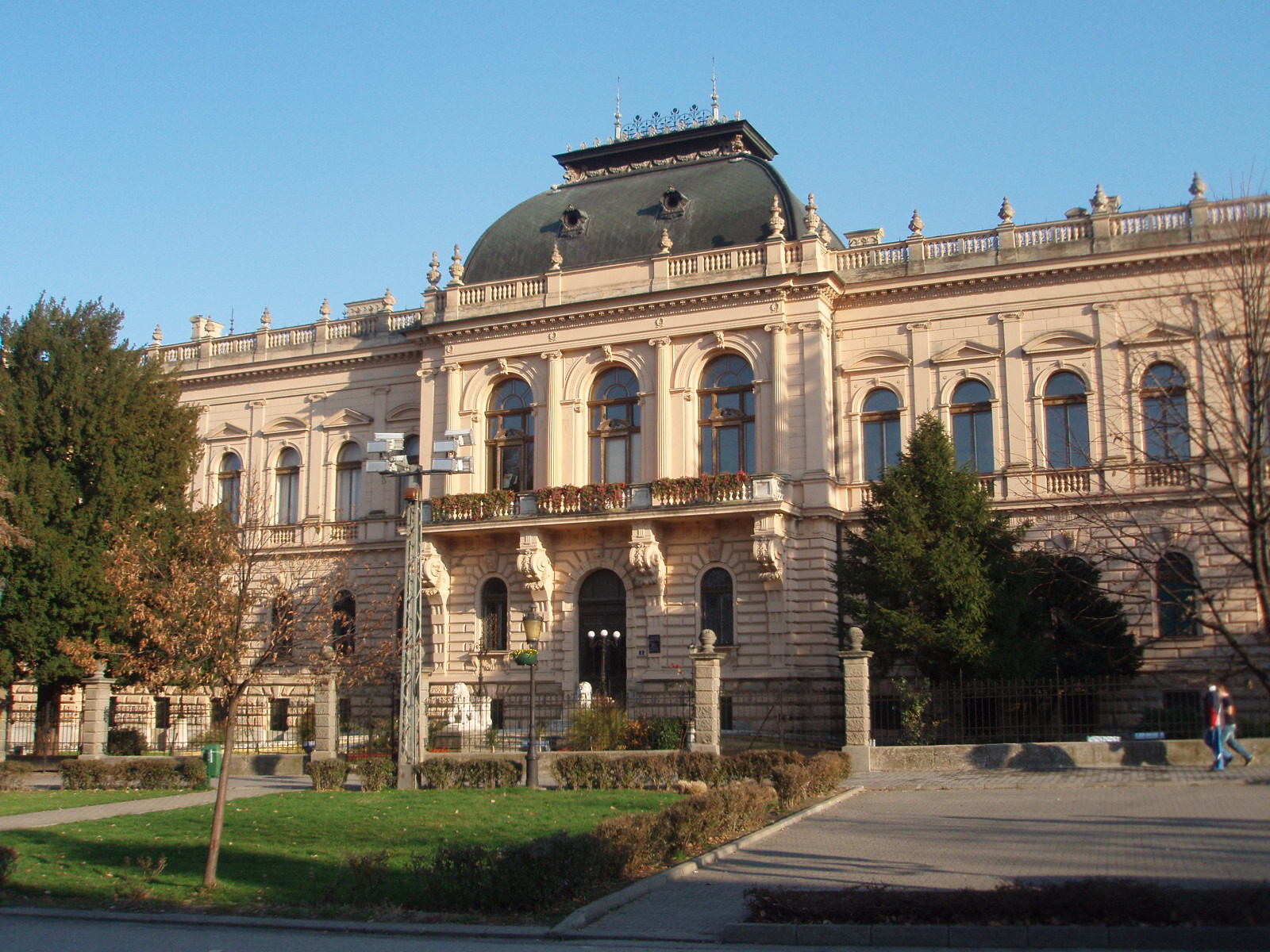
Patriarchův palác
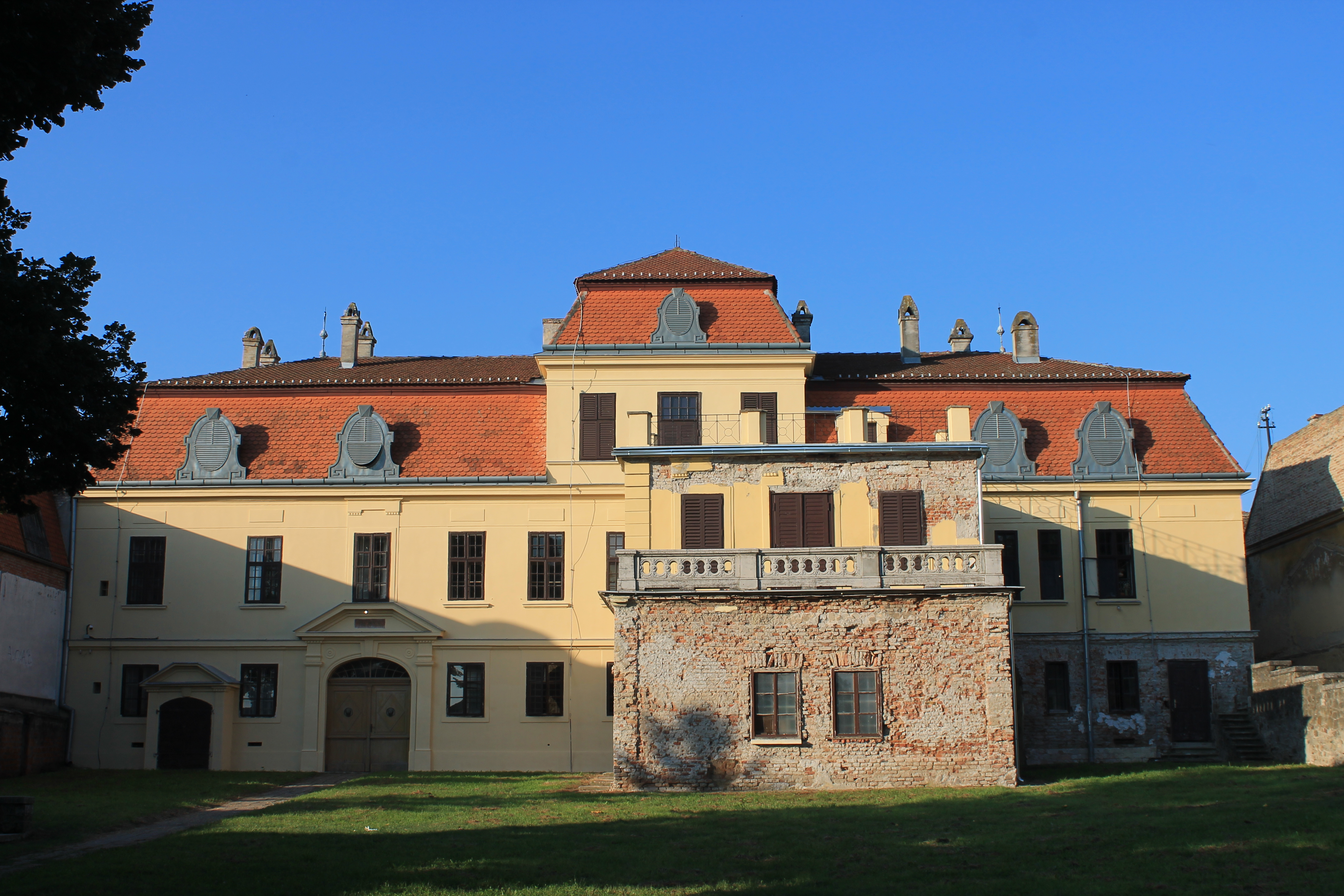
Palác Ilion
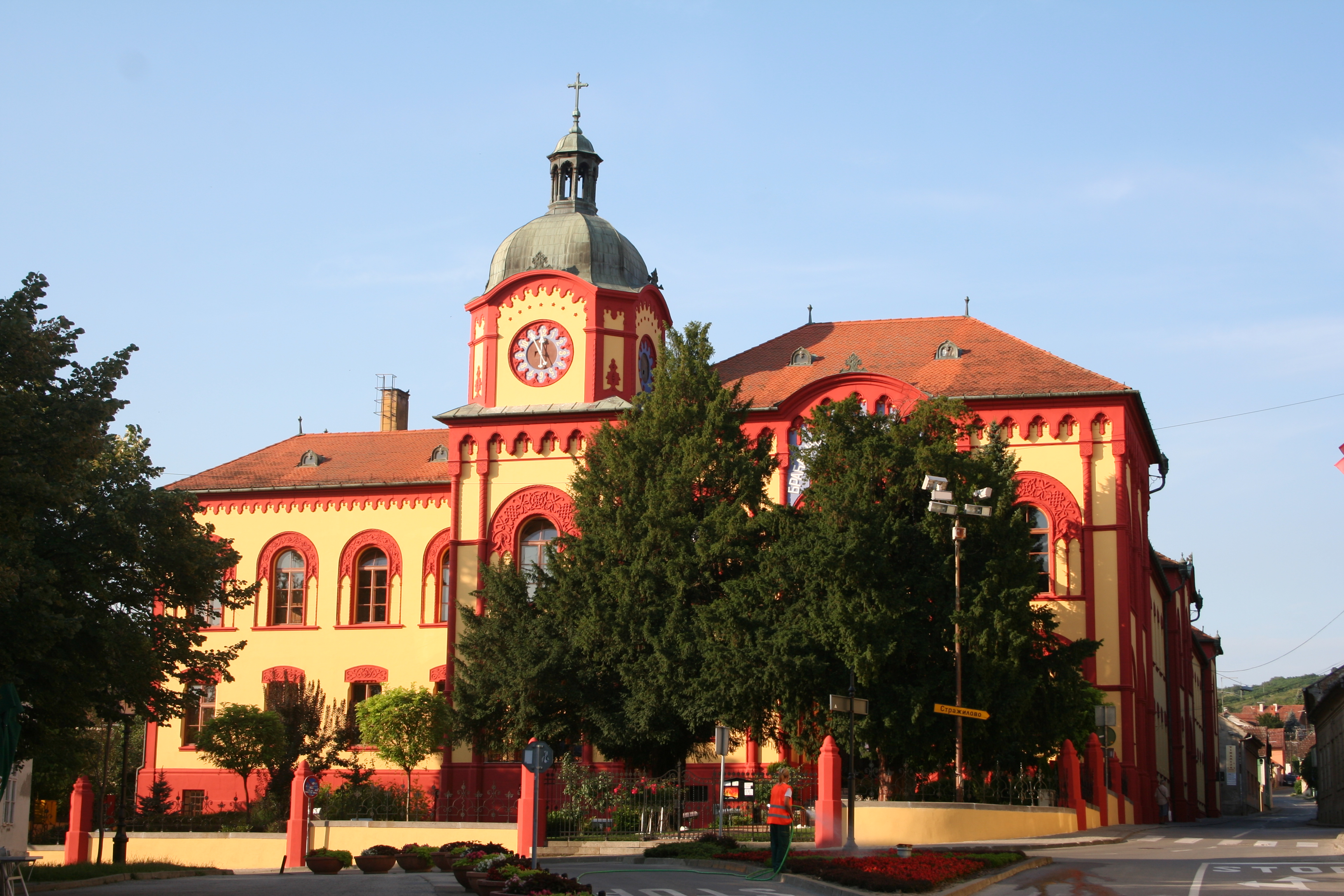
Gymnázium
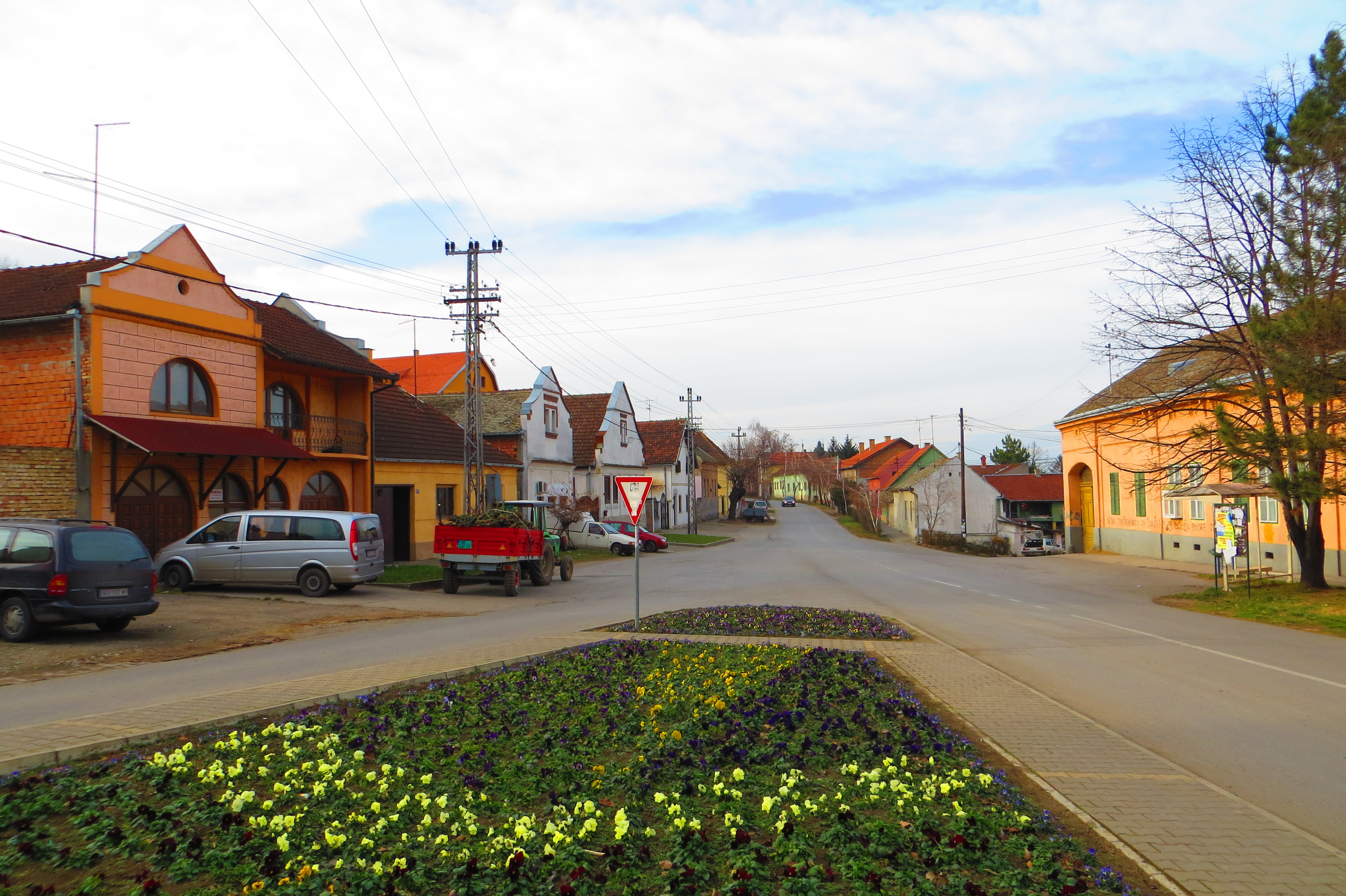
Ulice M. Stratimíroviče
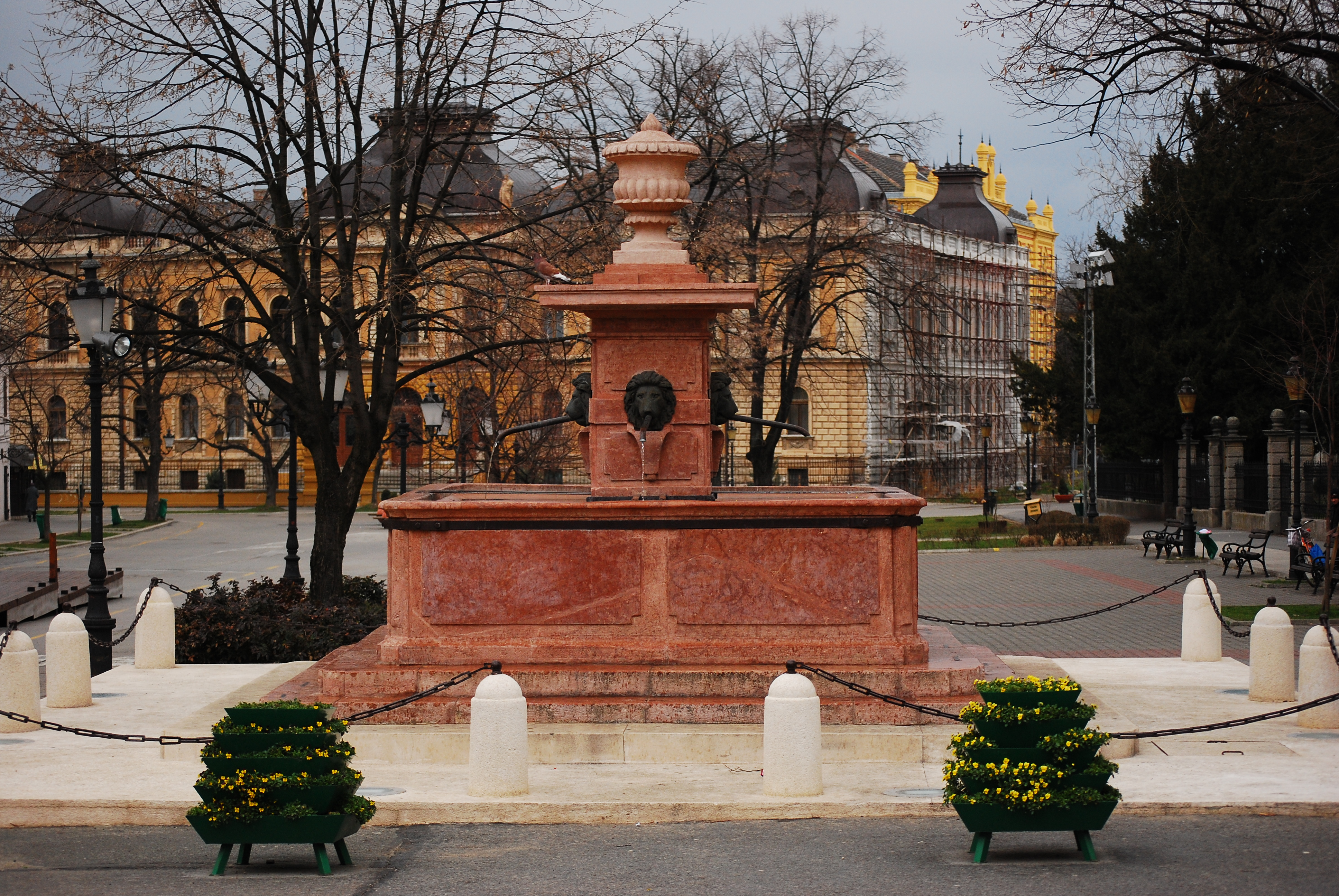
Kašna Čtyři lvi

## Partnerská města
- Bardejov, Slovensko
- Batajsk, Rusko
- Eymet, Francie
- Novočerkassk, Rusko
- Sergijev Posad, Rusko
- Tivat, Černá Hora